# Rocco Laurenti
Rocco Laurenti (* um 1649 in Bologna; † 1709 ebenda) war ein italienischer Organist und Komponist.

## Leben
Laurenti war Schüler von Agostino Filipuzzi. Er war eines der ersten Mitglieder der Accademia Filarmonica in Bologna und dort Organist an der Kirche Santa Lucia. Von etwa 1675 bis 1692 war er Organist in der Kirche Santa Maria dei Servi. 1676 wird er als Organist an San Petronio erwähnt. Laurenti war Lehrer des Komponisten Giacomo Antonio Perti.